# Дионисије Глушицки
Дионисије Глушицки (1363 - 1. јун 1437) - светитељ Руске православне цркве. Оснивач и игуман неколико манастира на реци Глушици у Вологдској области, иконописац.

## Биографија
Рођен у околини Вологда, на крштењу је добио име Димитри. Ступио је у манастир Спасо-Каменски, 1382. године замонашен. После 9 година отишао је у пусти манастир Светог Луке, који је обновио и у њему провео неко време. Године 1400. напустио је манастир Светог Луке и основао Покровски манастир на реци Глушици 15 верста од њега. 1420. године, 4 версте од Покровског манастира, основао је скит Сосноветс. Преминуо је у 74ој години.
Канонизован је од стране Макаријевског сабора 1547. године;
Помен се празнује 1 (14) јуна  и 12 (25) октобра. Црквена служба Светом Дионисију састављена је 1548. године. Од средине 16. века јављају се иконописне слике светог Дионисија.

## Извори житија
Биографија Дионисија Глушицког позната је из „Повест о Спасо-Каменском манастиру“, коју је саставио Пајсије Јарославов око 1481. године, и Житије монаха Иринарха око 1495. године.